# アンドーラ (イタリア)
アンドーラ(イタリア語: Andora)は、イタリア共和国リグーリア州サヴォーナ県にある、人口約7,500人の基礎自治体（コムーネ）。

## 地理

### 位置・広がり

#### 隣接コムーネ
隣接するコムーネは以下の通り。括弧内のIMはインペリア県所属を示す。
- アラッシオ
- チェルヴォ (IM)
- ガルレンダ
- ライグエーリア
- サン・バルトロメーオ・アル・マーレ (IM)
- ステッラネッロ
- ヴィッラ・ファラルディ (IM)
- ヴィッラノーヴァ・ダルベンガ

### 地震分類
イタリアの地震リスク階級 (it) では、2 に分類される
。

## 行政

### 分離集落
アンドーラには、以下の分離集落（フラツィオーネ）がある。
- Castello, Colla Micheri, Conna, Rollo, San Bartolomeo, San Giovanni, San Pietro

## 姉妹都市
- ラルヴィク、ノルウェー 2006年